# 太郎與次郎

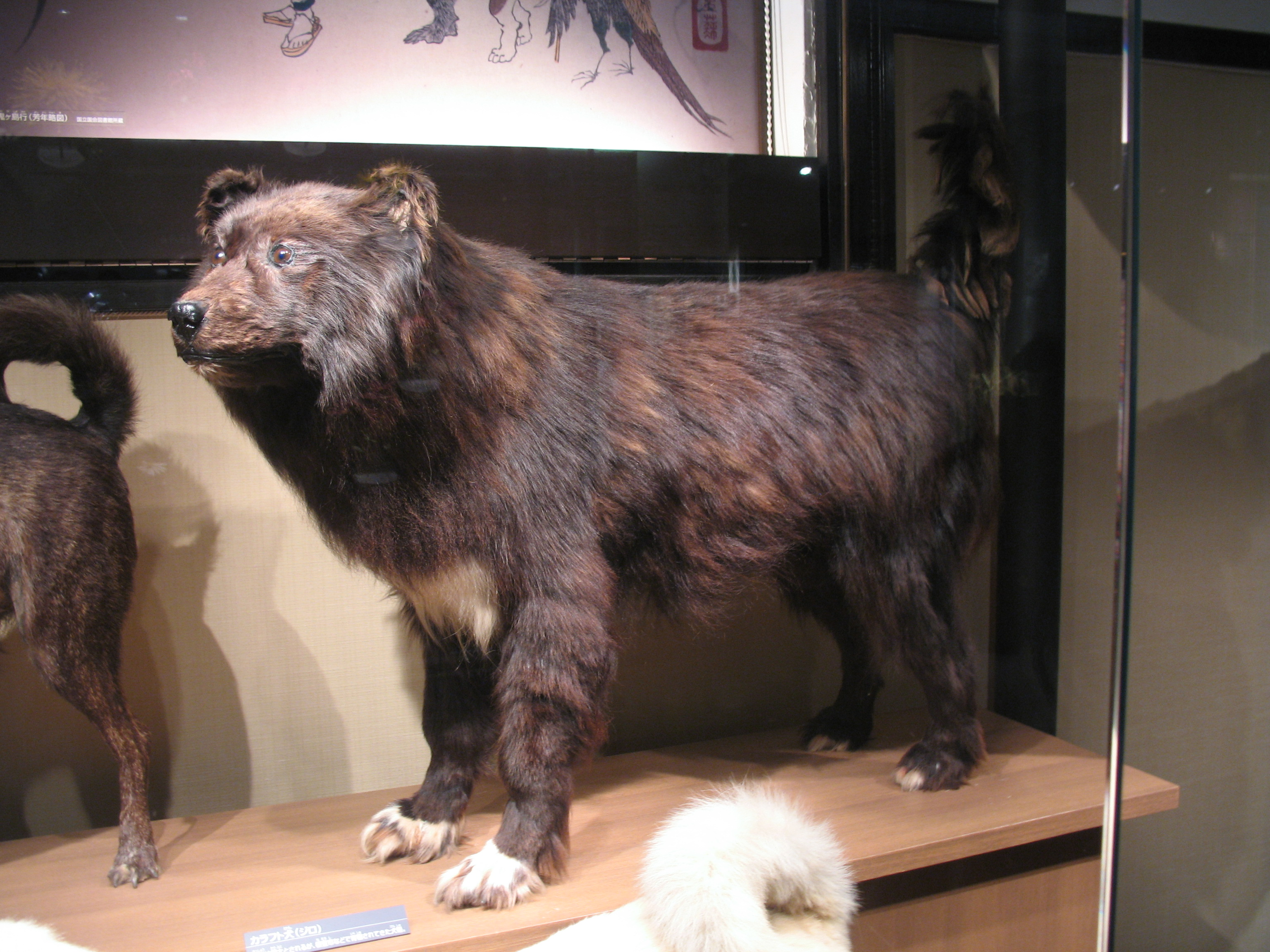
次郎的標本（2012年攝影於國立科學博物館）

太郎（タロ；1955年（昭和30年）10月 - 1970年（昭和45年）8月11日）與次郎（ジロ；1955年（昭和30年）10月 - 1960年（昭和35年）7月9日）是日本在早期的南極地域觀測隊中，與隊伍同行的薩哈林哈士奇（樺太犬）兄弟。牠們被遺留在南極1年後仍然生存，後來被救出的事件在日本為相當有名。

## 成長
在1955年（昭和30年）10月，於稚内市出生，父親為風連小熊（風連のクマ），當時出生的小狗共3隻，分別為太郎（タロ）、次郎（ジロ）及三郎（サブロ）三兄弟。名字的來源為白瀨矗在南極探險時活躍的薩哈林哈士奇，亦是雪橇犬們中的頭領犬太郎與次郎（或）。
在1956年（昭和31年），南極觀測隊決定使用薩哈林哈士奇作為雪橇犬。當時北海道約有1000隻薩哈林哈士奇，當中適合拉雪橇的僅有40至50隻左右。最後共集合到23隻薩哈林哈士奇，並在稚内進行訓練。當中有3隻是兄弟，牠們的父親也在其餘的20隻之中，後來三兄弟中的三郎在訓練期間病死。

## 第一次南極觀測隊

太郎與次郎前往南極的路線

1956年（昭和31年）11月，全員53人的第1次南極觀測隊隊員及包括太郎與次郎等的22隻薩哈林哈士奇共同於東京灣登上南極觀測船「宗谷」向南極出發。由於薩哈林哈士奇不耐熱，所以在「宗谷」內特別設置了冷氣房間，為犬隻解決在途經赤道期間的問題。其後，隊員中另選出11人成為第1次越冬隊成員，當中的菊池徹與年紀最輕的北村泰一（當時時為京都大學大學院生，後來成為九州大学名譽教授）負責照顧狗隻（犬係，北村本人記述為「（犬かかり）」）的職務。在到達昭和基地後，其中3隻薩哈林哈士奇因疾病需要回國，餘下的19隻就負責為1957年的第1次越冬隊拖曳雪橇。越冬期間有2隻病死、1隻失蹤。另外，次郎與雌性的白子生產了8隻幼犬。
1958年（昭和33年）2月，「宗谷」到達南極附近。當時「宗谷」船上乘載著第2次越冬隊的成員，準備與位於昭和基地的第1次隊員交接越冬任務。可是，因天氣惡化令「宗谷」無法靠近昭和基地。第1次隊員的人員很不容易從昭和基地乘小型雪上飛機返回「宗谷」，可是還有15隻薩哈林哈士奇在昭和基地仍然被項圈鎖著。其後還很勉強地等待天氣好轉，但是「宗谷」本身亦處危險之中，隨時有遇難的可能，因此派遣第2次越冬隊的計劃被迫放棄。這樣就失去了拯救15隻樺太的可能，殘留犬隻們的生存機會已經絕望。如此捨狗而去的做法，令整個觀測隊受到百般責難。不過，在南極出生的幼犬及其母親白子，是因為雪上飛機的乘員的機智，將飛機上的部分燃料放掉以減輕重量才能返回日本。同年7月，在大阪府堺市建立了用以供奉15隻薩哈林哈士奇的銅像（樺太犬慰靈像）。

## 奇跡生還

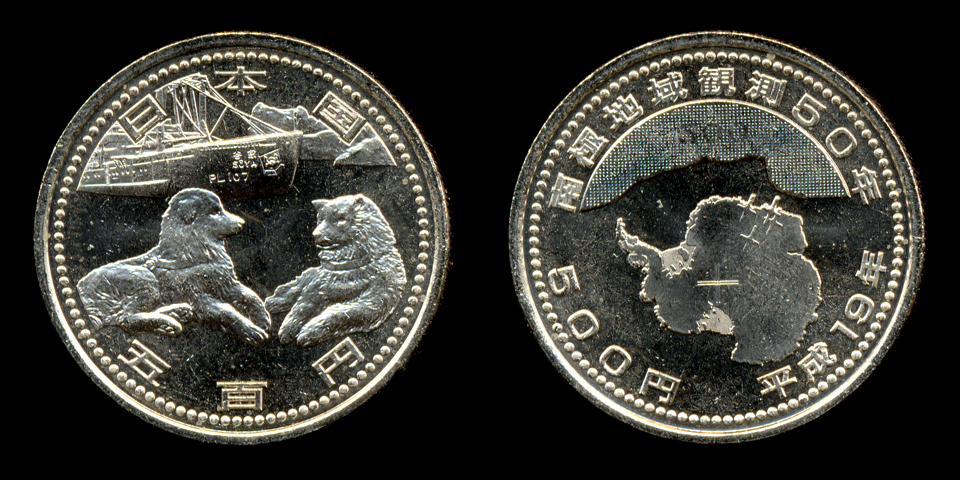
以太郎及次郎為圖案的硬幣

1959年（昭和34年）1月14日，第3次越冬隊的直昇機在南極的上空，發現及確認昭和基地附近有兩隻狗仍然生存。在直昇機著陸的時侯操縱員便順便去觀察一下，發現牠們長大了，但沒有確定牠們的身份。其後，在1次越冬隊負責飼養狗隻的北村緊急地乘坐下一班前往昭和基地的飛機。初時那兩隻狗對北村還是保持警戒，後來北村撫摸牠們的頭時續個呼叫當年被遺留的薩哈林哈士奇的名字，在叫到太郎的時侯其中一隻有反應並在擺尾。另一隻在聽到次郎也作出反應的時候，正式確定這對兄弟仍然生存。
在基地內發現7隻仍戴著項圈但已經斷氣的薩哈林哈士奇，另外6隻已不知所終。在基地中狗糧及死去狗並沒有被進食過的跡象，所以北村推測生還的薩哈林哈士奇應該是食用海豹的糞便及企鵝為生。北村與3次隊越冬期間，也確曾目擊太郎與次郎捕獲過企鵝。太郎與次郎兩兄弟也成為不用戴項圈的特異個體。
太郎與次郎生還的消息在日本帶來不少衝撃與感動，更有人創作了一首以牠們為名的歌，名為《樺太犬太郎與次郎（タロー・ジローのカラフト犬）》（作詞、豐田稔作曲）。更甚者，為日本動物愛護協會，在東京鐵塔開始營業的時候，在這裡設置了15隻薩哈林哈士奇的記念像，製作者為安藤士（制作忠犬八公像的彫刻家）。
第3次越冬隊曾帶同3隻薩哈林哈士奇同行以作寵物，參加第4次越冬隊的薩哈林哈士奇更增加至11隻。

## 生還後
1960年（昭和35年）7月9日，次郎在第4次越冬期間病死，享年5歳。而太郎在南極逗留4年半後，跟隨第4次越冬隊於1961年5月4日回國。在1961年至1970年間被飼育在札幌市北海道大學植物園，於1970年（昭和45年）8月11日因衰老死亡，享年14歳零7個月。換算成人類年齡約為80至90歲的天年才往生。其後被園方製成標本作展覽。另一方面，次郎由位於東京上野的日本國立科學博物館製成標本，但由於次郎在南極病死及在製成期間也受過點損傷，所以整個過程並不簡單。
1982年（昭和57年），描寫太郎與次郎經歷的電影《南極物語》由村山雅美監修及協助制作，村山在1968年（昭和43年）12月19日曾率領第9次觀測隊到達日本人從未到過南極點。該電影其後在1983年公映。拍攝期間，由於調配不到薩哈林哈士奇(當時純種的薩哈林哈士奇已經絕種)，所以使用南極觀測最常用的愛斯基摩犬頂替。因電影的影響，坊間發起了讓太郎與次郎團聚的運動。結果，在1988年（昭和63年）9月2日至17日的期間，於稚内市青少年科學館舉辦「太郎與次郎回鄉特別展（タロ・ジロ里帰り特別展）」，初次將太郎與次郎的標本放在一起作展覽。而在2006年（平成18年）7月15日至9月3日，於上野的國立科學博物館舉行的「不可思議南極大陸展2006（ふしぎ大陸南極展2006）」中再次將太郎與次郎的標本集合作展覽。
在1984年（昭和59年），東京電視台播放的宗谷物語中，也描寫著有關太郎與次郎的故事。
再者，承繼著太郎血源的子孫散播在日本各地。
現在展覽太郎與次郎的標本的地方跟以前一樣，太郎在北海道大學植物園，而次郎則在國立科學博物館。
在2011年被拍攝成電視劇，名為「南極大陸」。

## 另一視角中的南極犬隻
將犬隻鎖住再離開這件事，在當年及後來在《南極物語》上映的時候匀激起人們對南極觀測的批判。不過在另一方面，以保護地球環境來說，將犬群放走將牠們野生化的話，大量企鵝將會被補殺為犬隻的食物，將犬隻鎖起就為了防止擾亂南極的自然與生態系統。實際上，太郎與次郎的確有狩獵企鵝的能力。不過，第1次越冬隊當年將犬隻鎖著在基地的原因，只是預定與第2次越冬隊進行交接，並沒有任何防止犬隻野生化的意圖。
SF作家星新一認為，這件事成為美談只是在人類的觀點上，站在企鵝的立場來看，是不是人類將猙獰的肉食動物遺棄，並令企鵝受到嚴重傷害的悲劇，而就這觀點，星新一為此曾編寫個一編微型小說《探險隊》，於1961年（昭和36年）出版的作品集《歡迎地球先生（ようこそ地球さん）》中收錄。另外，在藤子·F·不二雄的SF短編漫畫《裏町裏通名畫館（裏町裏通り名画館）》中，故事內的一套電影（作品中名為『北極物語』，內容設定為北極越冬隊的犬隻）講述因犬隻的補食使到海豹親子受害，這個情節使人聯想到太郎與次郎。音樂家團伊玖磨因愛好禽鳥、厭惡犬隻的立場，拒絕了將太郎與次郎的題材創作成廣播劇，並將這件事寫在隨筆《水管的煙（パイプのけむり）》之中。
現在，由於需要保護南極的生態系統，包括犬隻在內的所有外來生物都不能再帶到南極。